# Toosa
Toosa (in greco antico: Θόωσα?, Thóōsa) è un personaggio della mitologia greca. È una bellissima ninfa dei mari, figlia di Forco e Ceto, e madre del ciclope Polifemo, avuto dal dio dei mari Poseidone.